# 马泰绍尔考
马泰绍尔考（德语：Salka，萨尔卡）是位于匈牙利东部索博尔奇-索特马尔-拜赖格州的一个镇，人口18,084人（2005年）。

## 友好城市
- 乌克兰穆卡切沃
- 羅馬尼亞卡雷
- 荷蘭澤弗納爾
- 義大利維多利亞

47°56′35″N 22°19′00″E / 47.9431°N 22.3167°E